# Strzebielewo (powiat kołobrzeski)
Strzebielewo (niem. Streblow) – osada popegeerowska w Polsce położony w województwie zachodniopomorskim, w powiecie kołobrzeskim, w gminie Rymań. Osada wchodzi w skład sołectwa Dębica.

## Położenie
Miejscowość leży 2,5 km na północ od Leszczyna.

## Historia
Pierwsze wzmianki o przysiółku pojawiają się w 1784 r., gdy jest wymieniany jako Schäferei folwark podległy pod dobra rycerskie pobliskiego Leszczyna. Osada rozwijała się od lat 60. XIX w., gdy powstała tam osada pracowników cegielni. Rodzina Backów wybudowała tam dwór oraz stworzyła prężnie działające gospodarstwo rolne. Do 1945 r. w granicach Niemiec, potem w składzie Polski. Nazwę Strzebielewo wprowadzono urzędowo w 1948 roku, zastępując poprzednią niemiecką nazwę Strebelow. W latach 1950-1998 miejscowość administracyjnie należała do województwa koszalińskiego. Włączono ją w skład PGR Rymań. W latach 80. spłonął dworek, a osada wyludniła się.